# رایزن ری
رایزن ری (انگلیسی: Reisen Ri; ۲۵ مارس ۱۹۴۲ – ۲۲ ژوئن ۲۰۲۱) بازیگر اهل ژاپن بود.